# Kleinweiglareuth
Kleinweiglareuth (oberfränkisch: Klahwaiglarat) ist ein Gemeindeteil der Stadt Creußen im Landkreis Bayreuth (Oberfranken, Bayern). Kleinweiglareuth liegt in der Gemarkung Gottsfeld.

## Lage
Westlich des Weilers fällt das Gelände in das Tal des Hühnerbachs ab, eines rechten Zuflusses des Gosenbachs. Im Süden liegt die Wittmannswiese. Eine Gemeindeverbindungsstraße führt zur Kreisstraße BT 47 ins Gosenbachtal (1,1 km nordöstlich) bzw. nach Gottsfeld zur Staatsstraße 2184 (1,6 km südlich).

## Geschichte
Der Ort wurde in einer Urkunde, die im Zeitraum von 1398 bis 1421 entstanden sein muss, als „Cleinenweydelnrewt“ erstmals erwähnt. Der Ortsname bedeutet zur Rodung des Wīdilo. In der Fraisch unterstand der Ort dem brandenburg-bayreuthischen Kasten- und Stadtvogteiamt Creußen. Von 1791/92 bis 1810 waren das preußische Justiz- und Kammeramt Bayreuth die übergeordneten Institutionen. Danach kam die gesamte Region an das Königreich Bayern.
Mit dem Gemeindeedikt (frühes 19. Jahrhundert) wurde Kleinweiglareuth dem Steuerdistrikt Gottsfeld und der Ruralgemeinde Gottsfeld zugewiesen. Im Rahmen der Gebietsreform in Bayern wurde Kleinweiglareuth am 1. Mai 1978 in die Stadt Creußen eingegliedert.